# Полкахолики
Полкахолики је словеначки бој бенд који се прославио свирајући полку. На јутјубу су обрадили познате хитове попут песама Мишићи и Сењорита у полка маниру, након чега су објавили своју прву песму Повеј, повеј. Бенд се састоји од  Матица и Гашпера, близанаца, њиховог друга из детињства Ренеа и Жиге, који им се касније прикључио као члан бенда. Жига Кунстич је вокал, Рене Соршак је гитариста, Матиц је такође певач и свира хармонику, док је његов брат Гашпар Першух басиста. Такмичили су се у програму Суперталент Хрватска 2021. године, након чега су постали познати и ван Словеније.

## Дискографија

### Синглови
- Повеј, повеј (2019)
- Ако те питају (2019) полка обрада Петра Граша
- Собица (2020)
- Лучке (2021)[5] са поп дуом BQL
- Други јој расплиће косу (2021) полка обрада песме Мише Ковача
- Дани и године/Не пијем, не пушим, Далматинац (2021) полка обраде Јелене Розге, Нине Бадрић и Младена Грдовића
- Бела рожа (2021)
- Секирица в мед (2021)
- Љубљена (2022)
- Моја (2022) са Тилом Чехом
- Тик так (2022)
- Весолц (2022)[6] са Тилом Чехом
- Балон (2023)
- Јанез (2024)